# 목우촌
목우촌은 농협을 모회사로 둔 회사로서 농협 계열의 회사 중에 식품을 주로 다루는 회사이다. 주로 만드는 제품으론 주부9단이라는 육가공 제품이며 이외에 국내산 원료육으로 만든 냉동식품, HMR 등 다양한 식품을 파는 회사이다. 1995년에 창립된 회사이며 현재 대표이사는 조재철씨다.

## 판매 상품
목우촌에서 파는 제품은 다음과 같다.
- .주부9단:목우촌이 파는 상품중 대표적인 상품으로 햄을 만들어서 파는 상품이다. 햄의 종류가 다양하다.

- .우유:목우촌에서 위의 주부9단과 함께 목우촌을 대표하는 상품이다.

- .치킨너겟:목우촌에선 치킨너겟을 만들어서 팔기도 한다.

- .돈가스:목우촌에서 만들어 파는 돈가스이다.

- .삼계탕:목우촌에서 만들어 파는 삼계탕이다.

- .사료:목우촌에서 애완동물인 애완견을 위한 사료이다.

- .식용유:목우촌에서 만들어 파는 식용유이다.

- .핫도그:목우촌에서 만들어 파는 핫도그이다.

- .육포:목우촌에서 쇠고기를 이용해 만든 육포이다.

- .동그랑땡:목우촌에서 만들어 파는 동그랑땡이다.

- .곱창, 볶음, 닭발:목우촌에서 파는 양념곱창,근위볶음,무뼈닭발이다.

- .오리고기:목우촌에서 오리고기를 훈제하여 만든 상품이다.

- .만두:목우촌에서 만들어 파는 교자만두이다.

- 치킨:목우촌에서 만들어 파는 치킨이며, 또래오래 로고를 사용한다.